# Bröderna Lindströms Förlags AB

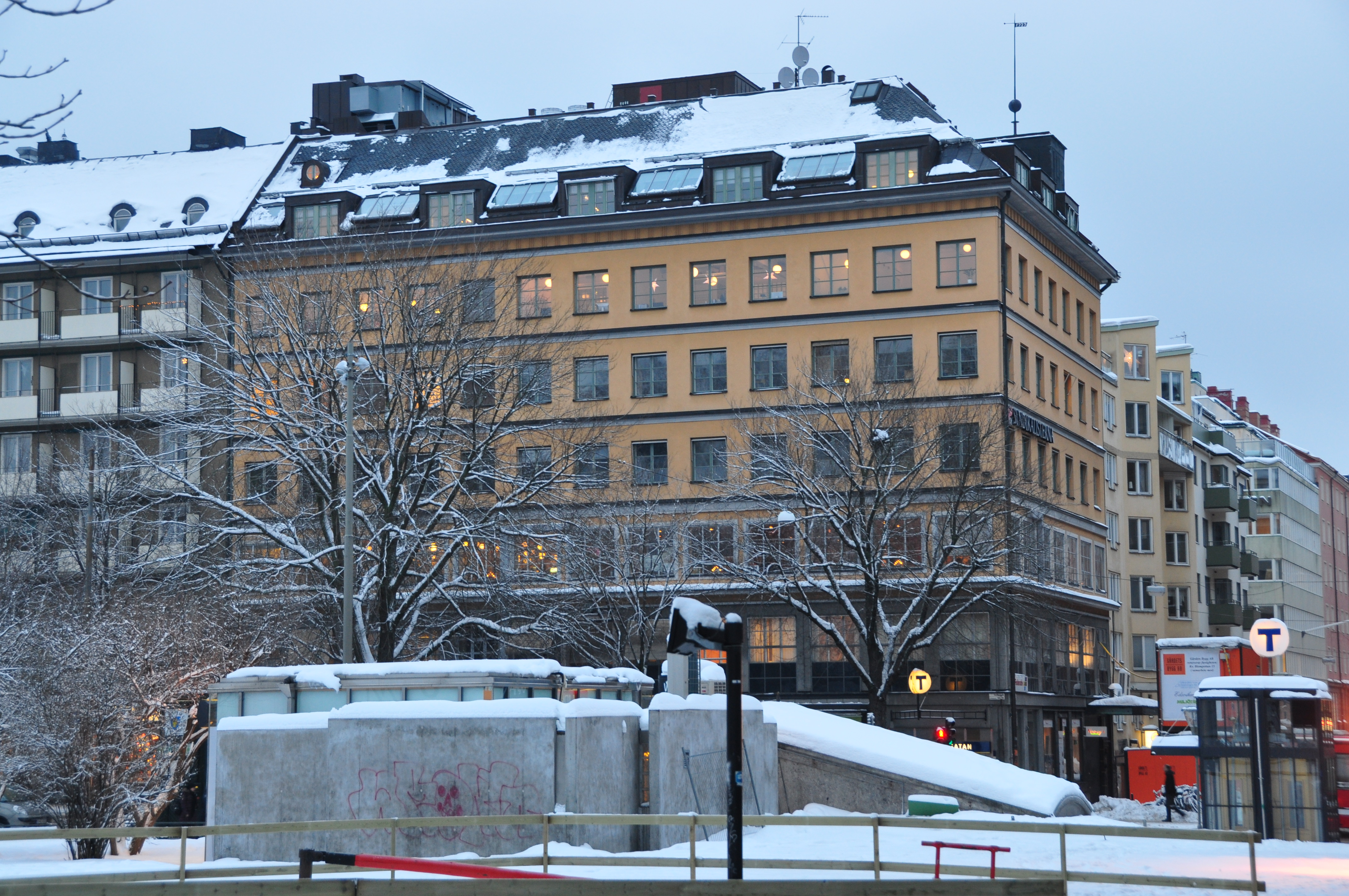
Den tidigare förlagsbyggnaden på Sveavägen 98 i Stockholm

Bröderna Lindströms Förlags AB var ett svenskt tidskriftsförlag som gav ut bland annat datortidningar. Det slogs 2004 ihop med Medströms Dataförlag AB, Milvus Förlags AB och Medströmsförlagen under det nya namnet Hjemmet Mortensen AB.